# アポロ7号
アポロ7号は、1968年にアメリカ合衆国によって実行された有人宇宙飛行計画である。アポロ計画において、飛行士を宇宙に送るのはこれが初めてのことであった。また1967年に発生した、三人の宇宙飛行士の命を奪ったアポロ1号の火災事故の後、アメリカが有人宇宙飛行計画を再開して地球周回低軌道上に人間を送るのも、これが初めてであった。アポロ初の有人宇宙飛行はAS-204の計画番号を当てられていたアポロ1号が行うはずだったが、代わりに7号が、1号が行う予定であった任務を引き継ぐこととなった。船長はウォルター・シラー、司令船操縦士はドン・エイゼル、月着陸船操縦士はウォルター・カニンガムであった。
この計画は「Cタイプミッション」と呼ばれるもので、1号の火災事故ののち大幅に設計を見直された「ブロック2」と呼ばれるアポロ司令・機械船に飛行士を搭乗させ、11日間の地球周回飛行の試験を行うものであった。またサターンIB型ロケットを使って一度に三人の飛行士を宇宙に送り、さらに宇宙空間からアメリカ全土にテレビ中継を行うのも、これが初めての試みだった。
7号は1968年10月11日、フロリダ州のケープカナベラル空軍基地第34発射施設から打ち上げられた。飛行中、管制官と飛行士の関係は一時険悪な状態に陥ったものの、技術的に見れば計画は完全に成功裏に終了し、NASAはこの2ヶ月後に行われる予定であった月を周回するアポロ8号の計画実行への自信を深めることとなった。しかしながら3人の乗組員たちの宇宙飛行士としてのキャリアは、1968年10月22日に大西洋上に着水した瞬間に終わりを告げた。またケープカナベラル空軍基地から次に有人宇宙船が打ち上げられたのは56年後のBoe-CFT（2024年6月5日打ち上げ）である。

## 搭乗員
- ウォルター・シラー (マーキュリー・アトラス8号、ジェミニ6-A号)、船長
- ドン・エイゼル (初飛行)、司令船パイロット
- ウォルター・カニンガム (初飛行)、月着陸船パイロット

このチームはもともと、アポロ1号のバックアップ・クルーだった。

### 予備搭乗員
- トーマス・スタッフォード、(ジェミニ6-A号, ジェミニ9-A号, アポロ10号, アポロ・ソユーズテスト計画)、船長
- ジョン・ヤング、(ジェミニ3号, ジェミニ10号, アポロ10号, アポロ16号, STS-1, STS-9)、司令船パイロット
- ユージン・サーナン、(ジェミニ9-A号, アポロ10号, アポロ17号)、月着陸船パイロット

### 支援飛行士
- ロナルド・エヴァンス、(アポロ17号)
- エド・ギヴンズ、(自動車事故で死亡のため宇宙飛行の実績なし)
- ジャック・スワイガート、(アポロ13号)
- ウイリアム・ポーグ、(スカイラブ4号)

## 主要な任務

### 発射以前

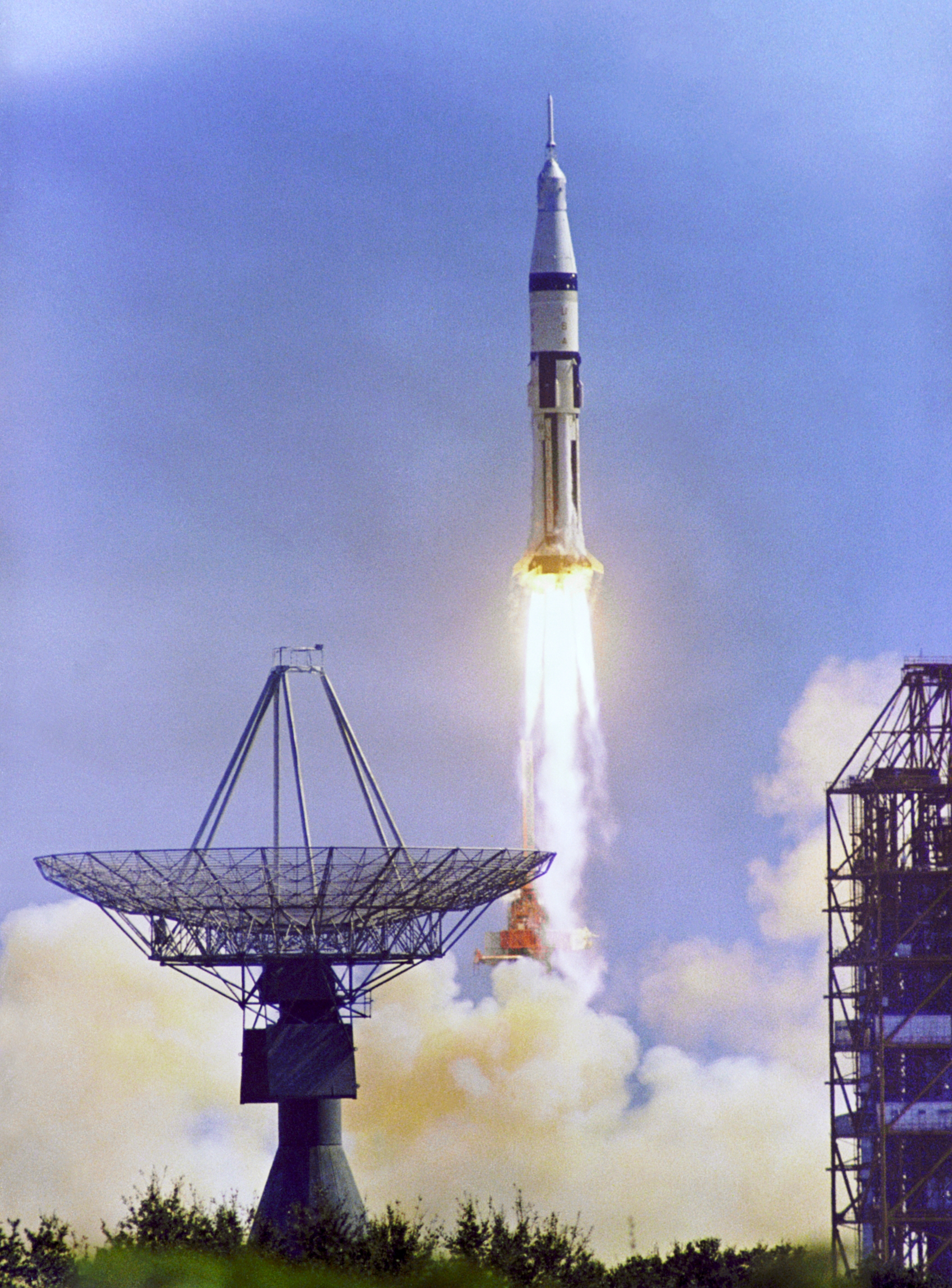
アポロ7号の発射

7号は試験飛行であり、アポロ計画遂行への自信を構築するためのものであった。1967年の火災事故の後、司令船は大幅に設計を見直された。新型宇宙船の、いわば慣らし運転とも言えるこの地球周回飛行の指揮をとったのは、マーキュリー、ジェミニ、アポロの三つの有人宇宙飛行計画すべてに搭乗した経験を持つ唯一の飛行士である、ウォルター・シラーであった。
搭乗員たちは生命維持装置・推進システム・誘導および制御システムの試験を、この「オープンミッション」と呼ばれる期間中に行うことになっていた。オープンミッションとは、各試験は合格と判定された後もさらに延長して行われることがあり、最大11日まで軌道上にとどまるというものであった。7号は地球周回低軌道を飛行し、月着陸船を使用しないものであったため、発射用のロケットにはより大型で強力なサターン5型ロケットではなく、サターンIBが使用された。
マーキュリー計画とジェミニ計画で宇宙船発射チームの責任者を務めたのは、マクドネル・エアクラフト社の技術者ギュンター・ウェント (Guenter Wendt) で、発射の際の宇宙船の状態に関するすべての責任を負っていた。彼はシラーたち宇宙飛行士の尊敬と信頼を勝ち得ていた が、宇宙船製作の契約企業がマクドネル社からロックウェル・インターナショナル社に変更されたことにより、アポロ1号においてはウェントは責任者ではなくなっていた。だがシラーはウェントをアポロ計画の発射チームの責任者に復活させることを断固として望んでいたため、上司のドナルド・スレイトンに対し、マクドネル社からウェントを引き抜くようロックウェル社を説得してほしいとかけあった。一方でウェントもロ社に対して密かにロビー活動をして、自分の勤務を夜勤から日勤に変更してもらったりしていた。このような背景もあり、アポロ計画ではウェントが発射チームの責任者に復活することとなった。発射の際、飛行士たちが宇宙船のハッチが閉まる直前に見るのはウェントの顔だった。またエイゼルは7号の発射直後に、無線を通して「ギュンター・ウェントはどこにいるんだ？ (I vonder vere Guenter Vendt? = I wonder where Gunter Vendt?)」と、ドイツ訛りの英語で冗談を言ったりしていた。

### 軌道上での作業

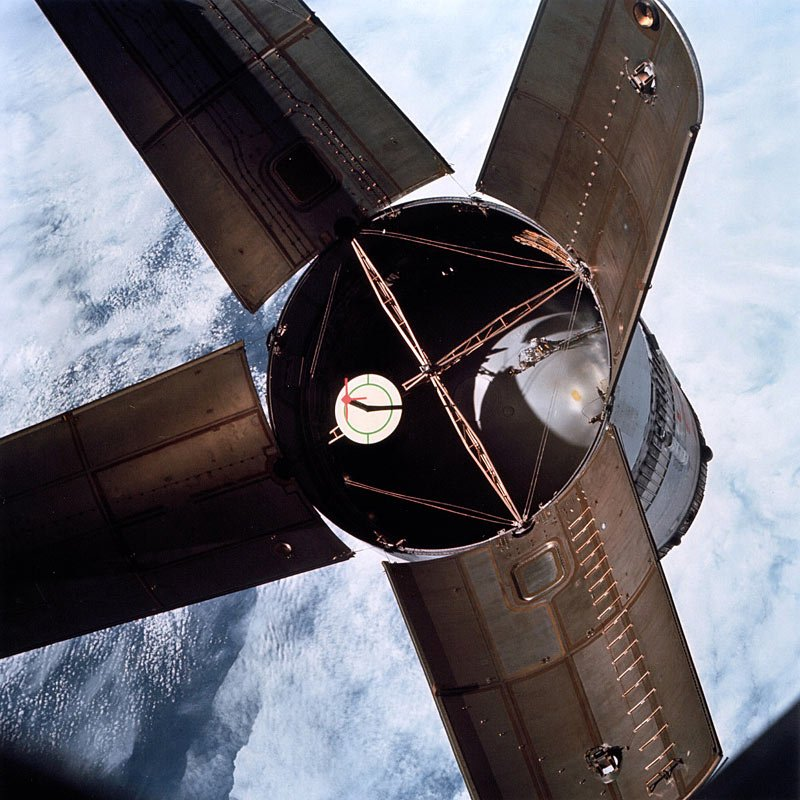
ランデブー実験の際に撮影された、第二段ロケットS-IVB。右上の保護パネルが、他のものと同じ角度に開いていないことに注目。

宇宙船が軌道に投入され、第二段ロケットS-IVBから分離された後、飛行士たちは姿勢制御用ロケットを噴射して宇宙船の向きを180度反転させ、S-IVBを目標にしてランデブーとドッキングのシミュレーションを行った。月飛行の際には、このときに着陸船とのドッキングが行われる。ところがこのとき、保護パネルの一つが正規の45度の位置まで開ききっていなかった。管制官のトム・スタッフォード (Tom Stafford) はこのとき、ジェミニ9号で発生した似たような事態を思い出していた。ドッキング訓練のために打ち上げられていた無人のアジェナ衛星のフェアリングが完全に開ききっていなかったため、ドッキングが実施できなかったのである。実際の月飛行のときにこのような事態が発生したら、着陸船を格納庫から抽出するのが困難になるのは明白だった (着陸船はこの保護パネルの中に格納される)。このため8号からは、パネルは完全に分離して投棄されるように仕様が変更された。
宇宙船の機器類およびすべての作業は何の問題もなく進行した。またアポロ宇宙船を月軌道に投入したり、あるいは月軌道から地球に帰還する際に重要な役割を果たす機械船の主エンジン (Service Propulsion System, SPS。機械船推進システム) は合計8回の燃焼試験を行い、推力の誤差は1パーセント以内に収まった。
サターンIBロケットは非常にスムーズに発射されたのに対し、SPSは最初に噴射した瞬間に激しい揺れを発生した。心の準備ができていなかったシラー船長は「ヤバダバドゥー！ (Yabbadabbadoo!)」と、原始家族フリントストーンを真似して奇声を発した。エイゼル飛行士はこのときの様子を、「本当に後ろから蹴とばされたようだった」と述べた。
アポロ宇宙船は、それ以前のマーキュリー宇宙船やジェミニ宇宙船に比べるとかなり大型のもので、飛行士たちは船内をある程度移動することができた (マーキュリーとジェミニでは、飛行士は座席に縛りつけられてほとんど身動きできなかった)。そのため当初は、飛行士が動くと宇宙船の姿勢を安定させるのが困難になるのではないかと懸念されていたが、それは杞憂に過ぎなかった。飛行士たちは、無重力の環境で体を動かすのは「信じられないほど簡単だ」と報告した。また胎児のように丸まった姿勢で睡眠をとるのは窮屈で苦痛を強いるものであるため、Exer-Genieというストレッチ器具が用意されていた。
さらに彼らにはもう一つ、宇宙船内から初めて全米にテレビ中継をするという任務があった。1963年にゴードン・クーパー飛行士がマーキュリー9号でスロースキャンカメラを使って映像を送ったことはあったが、テレビで放映されることはなかった。中継は飛行二日目の正午に予定されていたが、シラーはこれがランデブー実験を阻害するのではないかと懸念していた。

### 宇宙での「反乱」
アポロ宇宙船の比較的広い船内はジェミニに比べるとより快適なものではあったが、11日間の飛行は搭乗員たちにとって決して有益なものではなく、結果的に彼らの飛行士としての経歴に終止符を打たせるものとなった。
シラーとの確執は、飛行主任が発射を決定したときから始まっていた。管制官はロケットが上昇していく初期の段階で、万が一問題が発生して飛行を中止するには決して理想的な状態ではなかったにもかかわらず発射を決断したのである。
軌道に到達すると、広い船室は飛行士たちに宇宙酔いをもたらした。これは宇宙開発の初期のころの狭い宇宙船では問題とはならなかったものだった。また彼らは食事のメニュー、特に高エネルギー補給のデザートに不満を持っていた。さらにゴミ収集システムは扱いづらく (使用するのに30分かかった)、悪臭を発した。しかしながら最も大きな問題は、シラーがひどい鼻風邪をひいたことであった。そのため彼は管制センターからの要求にイライラするようになり、他の飛行士たちも管制官に「口答え」をし始めた。以下は管制センターが船内のテレビカメラのスイッチを入れるように要求した際に交わされた会話である。

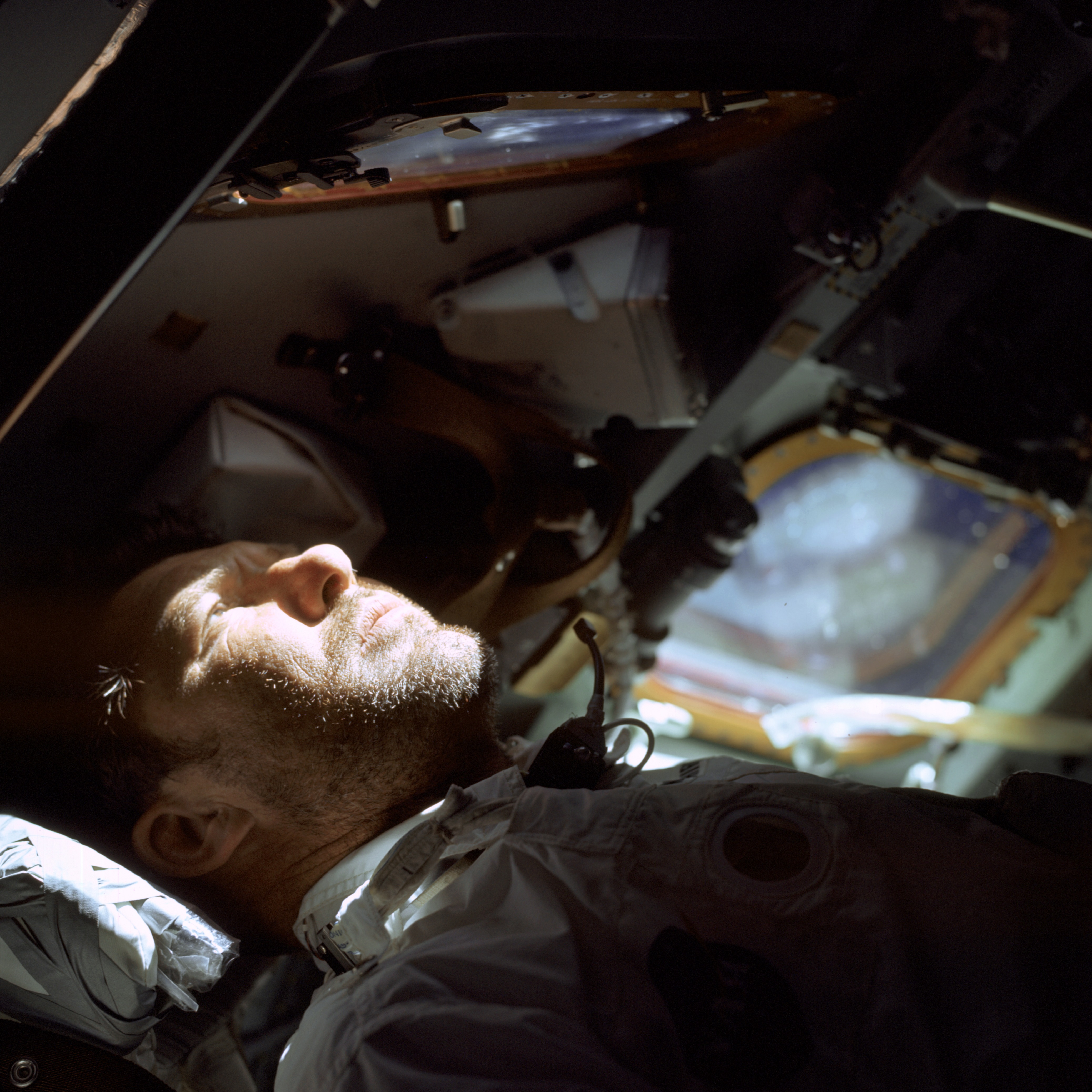
飛行9日目、シラーが船長席の前にあるランデブー用窓から外を眺める様子。

シラー：君はこの飛行計画に余計なことを二つ付け加えた。小便を船外に排出することもそうだ。そして我々が今ここに持っているのは新型の乗物だ。そして私が現時点で確実に言えるのは、テレビ (中継) が何ら議論を進めることもなくランデブーの後にまでずれ込むだろうということだ。

管制官 (ジャック・スワイガート)  : もう一度言ってくれ。

シラー：了解。

管制官1 (ドナルド・スレイトン) ：アポロ7号、こちらは管制官1だ。

シラー：了解。

管制官1：この件で我々のすべてが合意したのは、スイッチをつける事だ。

シラー：(……) 7号の二人の司令官とだな。

管制官1：この特別な行為について我々が合意したのは、スイッチをオンにすることだ。他の行為はテレビ撮影には伴わない。我々はまだこれ (テレビ撮影) をする義務があると思うんだ。

シラー：我々はまだ機器を取り出していないし、セッティングをする機会もなかった。現時点で我々はまだ食事を取っていないし、おまけに俺は風邪をひいているんだ。こんなやり方でスケジュールを台無しにするのは拒否する。

管制センターと飛行士たちの関係を悪化させることになったさらなる原因は、シラーがくり返し「大気圏再突入はヘルメットをかぶらないで行うべきだ」との見解を表明したことだった (マーキュリー計画やジェミニ計画では、飛行士は最後までヘルメットを着用していた)。彼らは風邪で副鼻腔の圧力が高まっていることにより、鼓膜が破れるかもしれないという危険性を認識していた。そのため再突入の最中に鼓室の圧力が高まってきたら、鼻をつまんで息を抜き、圧力を均等化できるようにすることを望んでいたのである。アポロで使用されるヘルメットはそれ以前のものとは違い、可動型のバイザーがついていない「金魚鉢」のような構造であったため、ヘルメットをかぶっていてはこの行為をすることは不可能であった。しかしながらシラーは、飛行中はヘルメットは安全上の理由から着用しておくようにとくり返し指示されていた。この件に関して管制センターと交わされた最後の会話では、シラーが命令を馬鹿にして無視したような態度をとったことに対して明確な説明をするよう、管制官が求めていた。

管制官1 (スレイトン)：よろしい。私が思うに、君は我々がヘルメットを着用しないで再突入するということに全く経験がないということを、はっきりと理解すべきだ。

シラー：それを言うなら、ヘルメットを着用して帰還した経験だってないだろう。

管制官：それについては、我々はすでに十分な経験を積んでいるんだ。そうだろう。

シラー：もしオープン型のバイザーをしていれば、俺もそれに従っていただろうさ。

管制官：オーケー。なぜオープン型のヘルメットを載せていなかったかについては、着陸するまでにゆっくり議論する準備をしていればいい。いずれにしても今からメットを着用しないで再突入を試みるのは遅すぎる。

シラー：それは承服しかねる。そこにいる連中は我々が今かぶっているメットを自分で着けてみたことなんてないだろう。

管制官：そうだな。

シラー：俺たちは今朝つけたんだ。

管制官：それは分かっている。我々が唯一懸念しているのは、着陸のことだ。確かに我々は再突入に関して十分に考えていなかった。だが、今はそれがネックなんだ。そして我々は君にルールを破ってほしくないんだ。

シラー：そうかい、ありがとよ。

管制官：以上だ。

このような会話は、エイゼルとカニンガムを将来的な飛行計画からはじき出す結果となった (シラーはすでにNASAから引退することを表明していた)。

### 大気圏再突入およびその後の評価
着水点は北緯27度32分 西経64度04分 / 北緯27.533度 西経64.067度、バミューダ諸島の南南西200海里 (370 km)、回収船エセックスの北方7 nmi (13 km)であった。
乗組員と管制官の間に問題は発生したものの、新型司令・機械船の飛行試験をするという計画自体は成功裏に終了し、このわずか2ヶ月後に予定されていた8号の月周回飛行を押し進めることとなった。7号はアポロ計画において、ケープケネディ空軍基地の34番発射複合施設から打ち上げられた唯一の事例であった。その後のアポロ計画とスカイラブ計画およびアポロ・ソユーズテスト計画は、すべてケネディ宇宙センターの近くにある39番発射複合施設から打ち上げられた。34番施設は1969年に余分なものであるとして取り壊されることが決定し、7号は20世紀においてケープ・カナヴェラルから打ち上げられた最後の有人飛行となった。2014年現在において、当時の乗組員で存命しているのはカニンガムだけである。エイゼルは1987年、シラーは2007年に死去している。

## 7号が残したもの

### 後の評価
2008年10月、NASAのマイケル・グリフィン (Michael D. Griffin) 長官はアポロ7号の乗組員たちに対し、アポロ計画に多大な貢献をしたとしてNASA功労賞 (NASA's Distinguished Service Medal) を授与した。彼らはアポロ計画とスカイラブ計画において、同賞を授かっていない唯一の飛行士たちであった。カニンガムはすでに逝去している他の飛行士およびニール・アームストロング (Neil Armstrong)、ウィリアム・アンダース (Bill Anders)、アラン・ビーン (Alan Bean) などのアポロ計画の他の飛行士たちを代表して受賞した。管制センターの前飛行指揮官クリストファー・クラフト (Christopher C. Kraft, Jr.) は、かつては計画において飛行士たちと対立したが、祝福のビデオメッセージを送って以下のように述べた。
「我々はかつてあなたに辛い時を与えたが、あなたはそれを見事に切り抜け、それ以来実にすばらしく過ごして来られた…。私は素直に、誇りを込めてあなたを友人と呼ばせていただきたい。」

### 宇宙船の現在

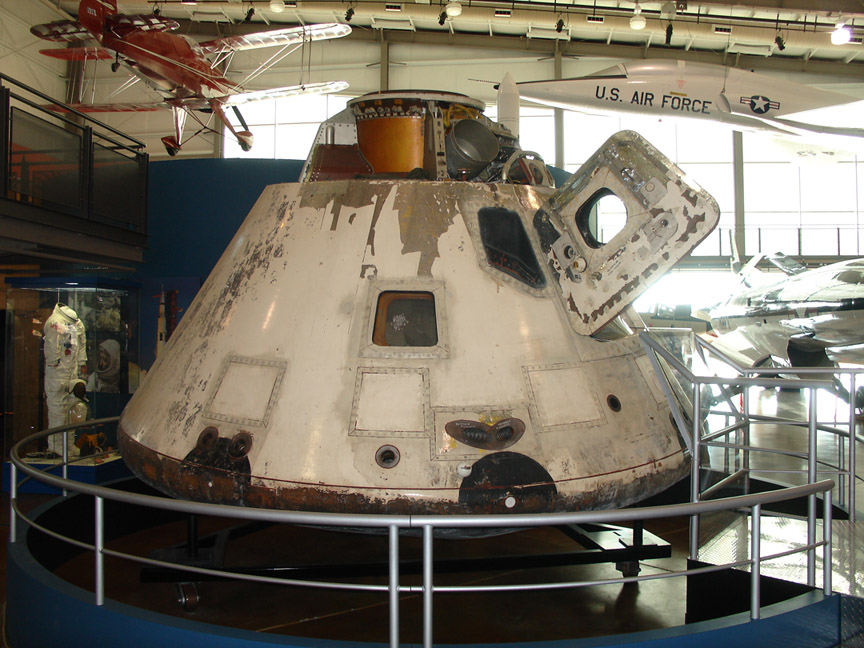
航空開拓者博物館 (The Frontiers of Flight Museum) に展示されている7号の司令船

1969年1月、7号の司令船はリチャード・ニクソン大統領就任式のパレードで、NASAの出し物として展示された。この司令船は30年近くもの間、カナダのオンタリオ州オタワにあるカナダ科学技術博物館に、シラーが着た宇宙服とともに2年ごとの契約更新で賃貸されていた。2003年11月、ワシントンD.C.のスミソニアン博物館はスティーブン・アドヴァー・ヘイジーセンター (Steven F. Udvar-Hazy Center) に新規に建てられた別館に展示するため、司令船を返却してもらった。現在はテキサス州ダラスのダラス・ラブフィールド空港に隣接する航空開拓者博物館に展示されている。

### 計画の記章
7号の記章は、SPSエンジンを噴射している司令船と機械船を描いている。その噴射の軌跡は地球を巡っており、地球を周回飛行する計画の目的を象徴している。南太平洋上にはローマ数字で「VII」と描かれ、さらに下部の黒いふち取りの中には飛行士の名前が記されている。デザインをしたのは、ロックウェル・インターナショナル社のアレン・スティーブンス (Allen Stevens) であった。

### ドラマ化
7号の計画の一部は1998年に、「地球から宇宙へ (From the Earth to the Moon)」というテレビのシリーズの中で、「発射台を離れた (We Have Cleared the Tower.)」というタイトルでドラマ化された。「アポロ7号の記録 (The Log of Apollo 7)」という16ミリフィルムで撮影されたドキュメンタリー映画はデジタル復元され、YouTubeで閲覧することが可能である。

## 画像

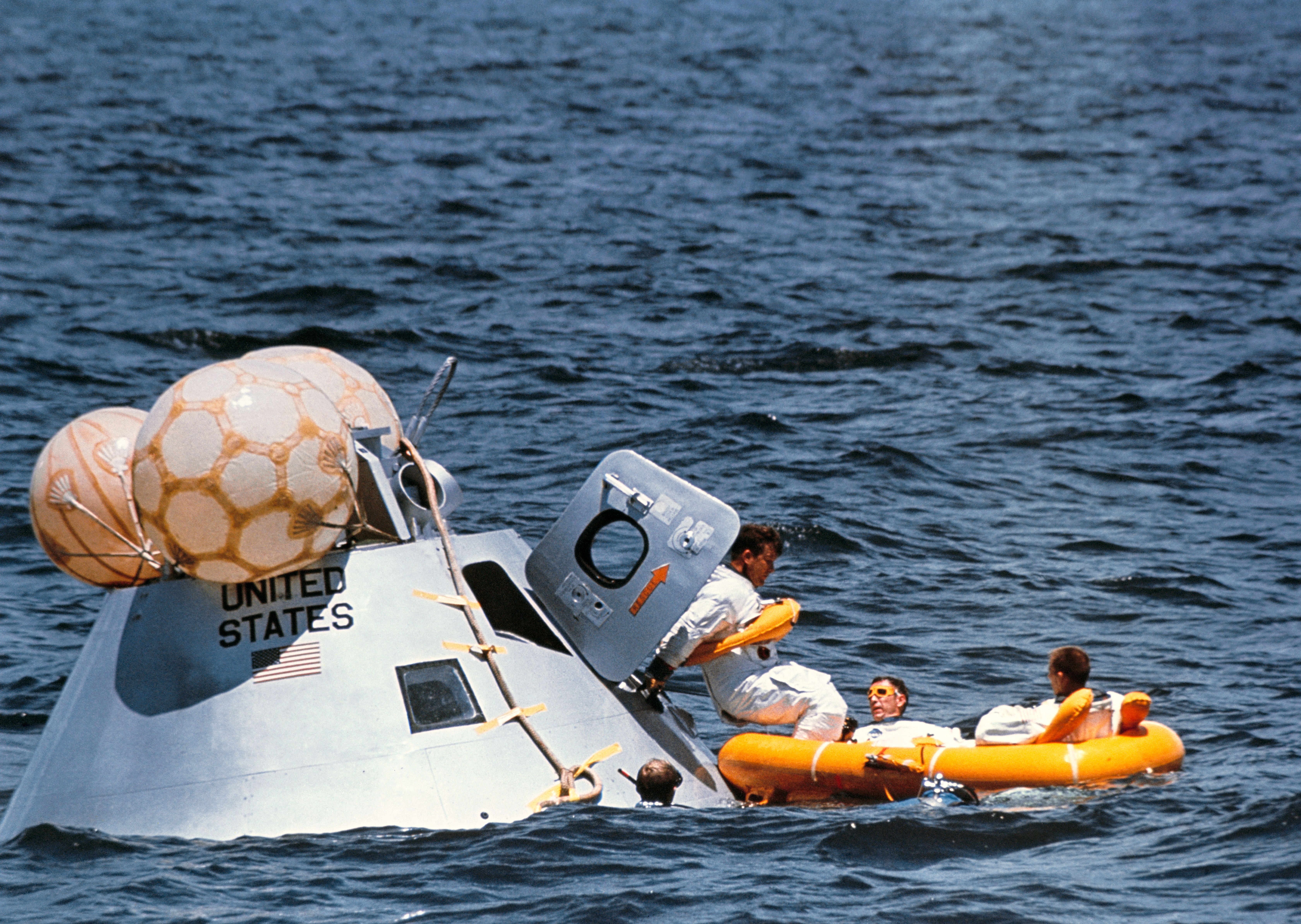
水上での脱出訓練をする飛行士たち
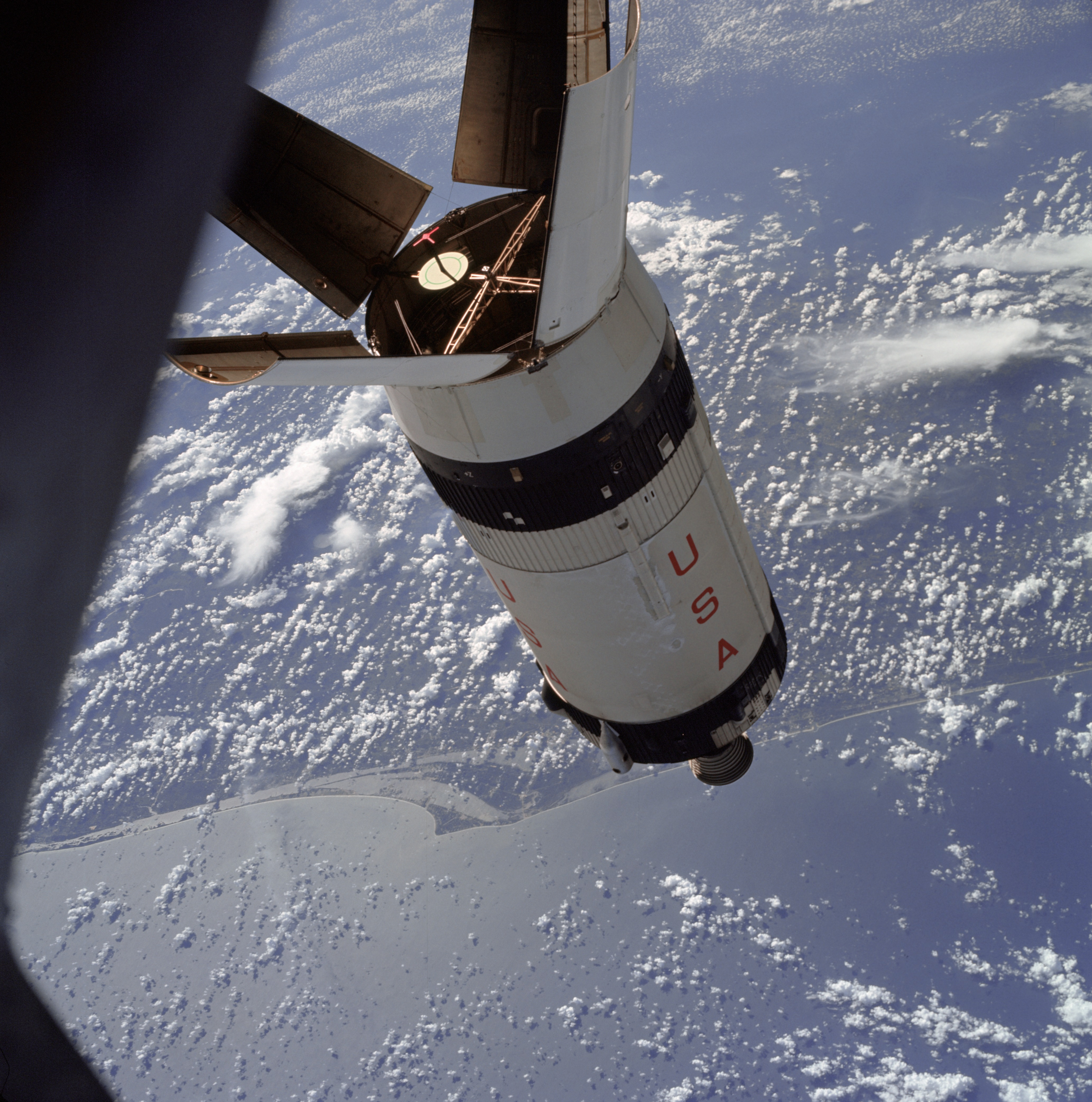
軌道上を漂う7号の第2段ロケット (S-IVB)
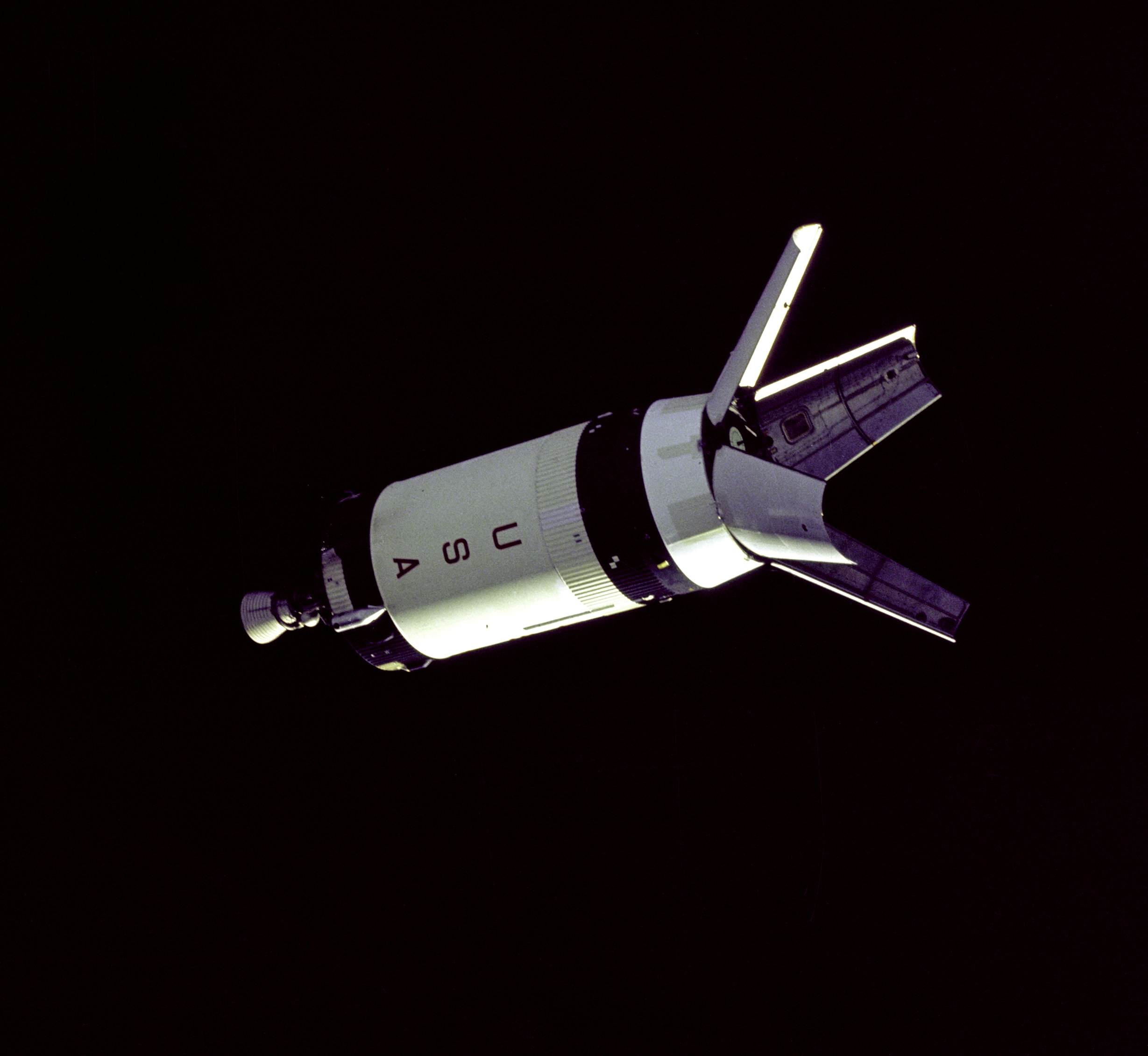
遠距離から撮影したS-IVB
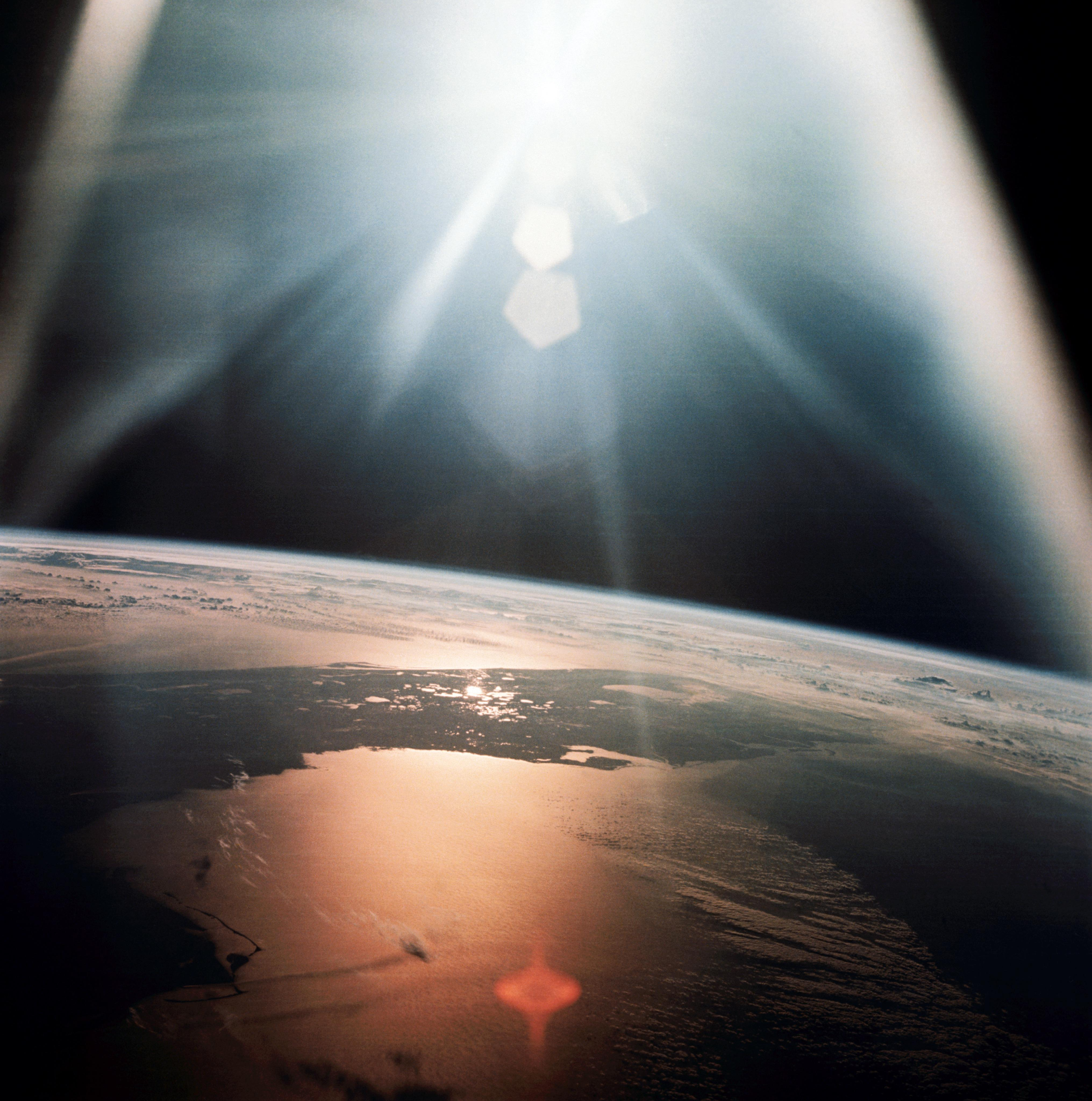
7号が撮影したフロリダ半島
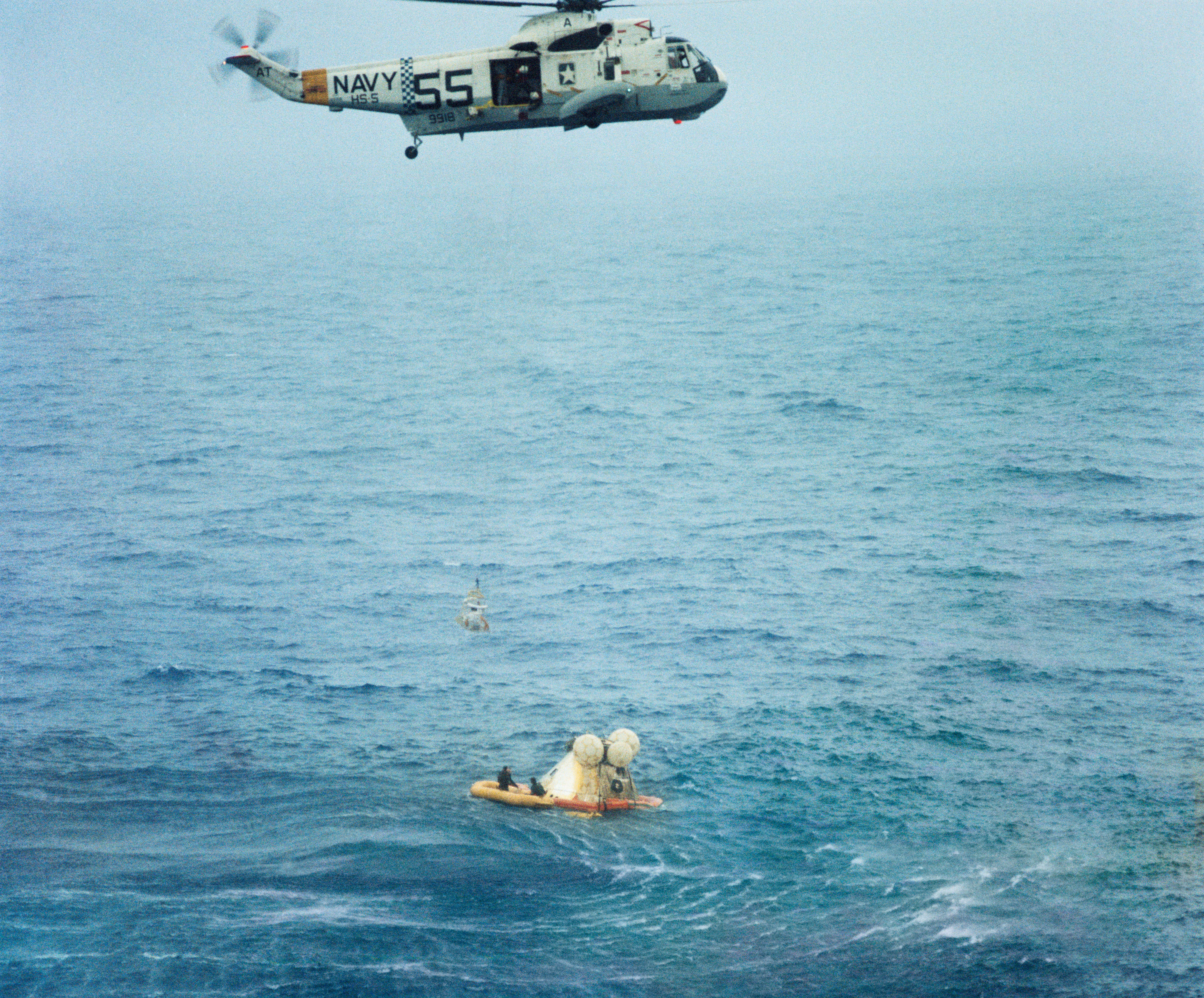
帰還後、ヘリコプターにホイスト (釣り上げ) される飛行士たち
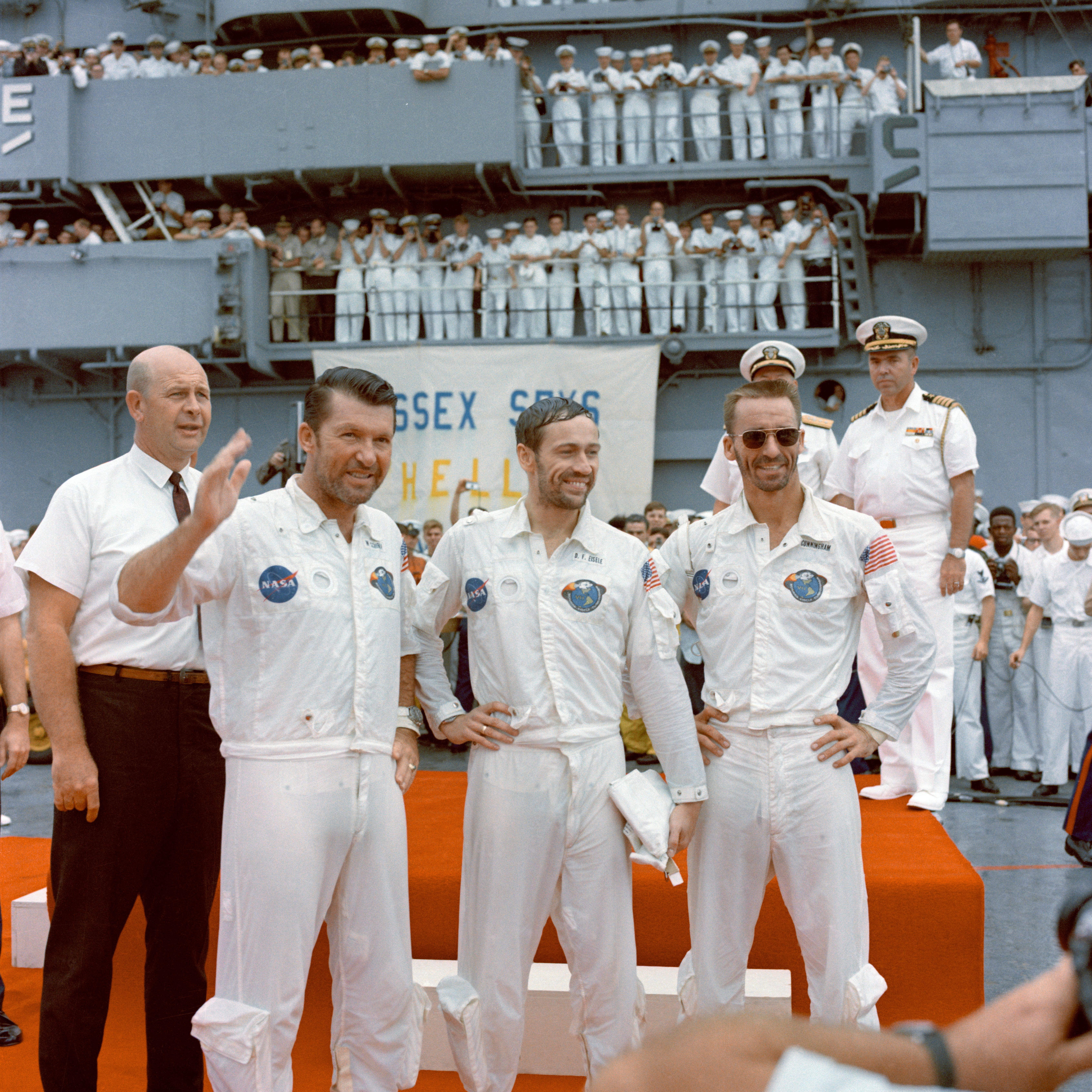
空母エセックスで歓迎を受ける飛行士たち
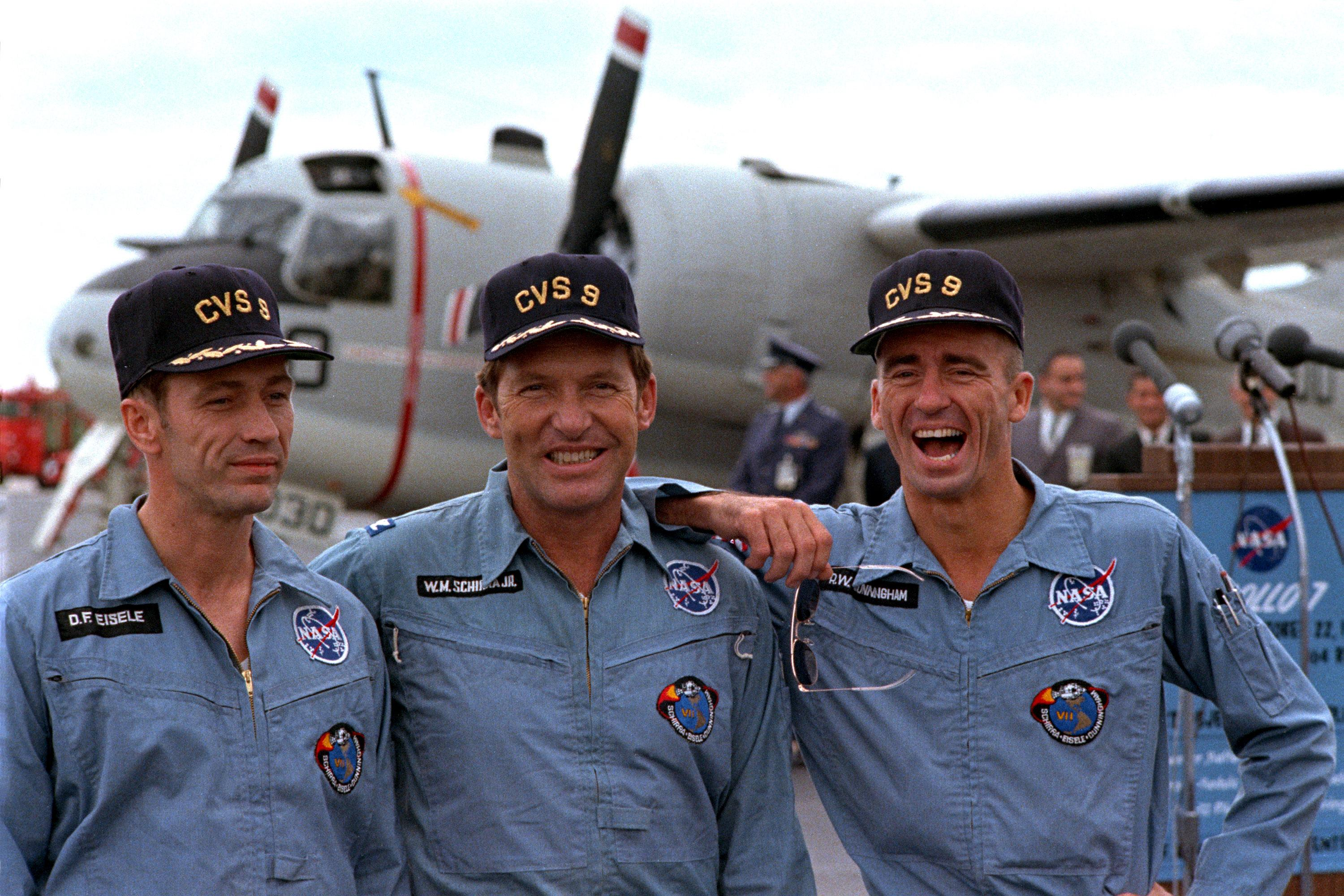
帰還後、エセックス上で記念撮影をする飛行士たち